# Maury Chaykin
Maury Chaykin, né le 27 juillet 1949 à Brooklyn, New York aux États-Unis et mort le 27 juillet 2010, est un acteur canado-américain. Il résidait à Toronto au Canada.

## Biographie
Son rôle le plus fameux est celui du Major Fambrough dans le film Danse avec les loups de Kevin Costner.

## Filmographie
- 1975 : Me
- 1979 : Riel (TV) : Howard
- 1980 : Double Negative de George Bloomfield : Rollins
- 1980 : Jimmy B. & André (TV) : Bruno
- 1980 : Nothing Personal (en) de George Bloomfield : Kanouk
- 1980 : L'Enlèvement du président (The Kidnapping of the President) de George Mendeluk : Harvey Cannon
- 1981 : The July Group (TV) : Harvey
- 1981 : Chasse à mort (Death Hunt) de Peter Hunt : Clarence
- 1981 : Just Jessie (TV) : Joey Harper
- 1982 : Soup for One de Jonathan Kaufer : Dr. Wexler
- 1982 : Highpoint de Peter Carter : Falco
- 1983 : Curtains, l'ultime cauchemar (en) (Curtains) de Jonathan Stryker ou Richard Ciupka : Monty
- 1983 : WarGames de John Badham : Jim Sting
- 1983 : D'origine inconnue (Of Unknown Origin) de George Pan Cosmatos : Dan Errol
- 1983 : Overdrawn at the Memory Bank (TV) : Gondol
- 1984 : Hockey Night (TV) : Bum Johnston
- 1984 : L'Affrontement (Harry & Son) de Paul Newman : Lawrence
- 1984 : Le Dernier rempart (The Guardian) (TV) : Rudy Simbro
- 1984 : Mrs. Soffel de Gillian Armstrong : Guard Charlie Reynolds
- 1985 : The Suicide Murders (TV) : Sid
- 1985 : Turk 182 de Bob Clark : Man in Wheelchair
- 1985 : Def-Con 4 (en) de  : Vinny
- 1985 : Flynn, agent double (In Like Flynn) (TV) : Williams
- 1985 : Canada's Sweetheart: The Saga of Hal C. Banks (en) : Harold Chamberlain Banks
- 1986 : The Vindicator de Jean-Claude Lord : Burt Arthurs
- 1986 : Act of Vengeance (en) (TV) : Claude Vealey
- 1986 : Meatballs III: Summer Job (en) : Huey, River Rat Leader
- 1987 : Future Block de Kevin McCracken
- 1987 : Hearts of Fire (en) : Charlie Kelso
- 1987 : Higher Education de John Sheppard : Guido
- 1987 : Nowhere to Hide (en) de Mario Azzopardi : Marchais
- 1987 : Faux témoin (The Bedroom Window) de Curtis Hanson : Pool Player
- 1987 : Wild Thing : Jonathan Trask
- 1987 : La Course à la bombe ("Race for the Bomb") (feuilleton TV) : Gen. Leslie Groves
- 1987 : Caribe (en) : Captain Burdoch
- 1988 : Stars and Bars : Freeborn Gage
- 1988 : Hot Paint (TV) : Wilensky
- 1988 : L'Aigle de fer 2 (Iron Eagle II) de Sidney J. Furie : Sgt. Downs
- 1988 : Jumeaux (Twins) de Ivan Reitman : Burt Klane
- 1989 : L'Île des pirates disparus (George's Island) : Mr. Droonfield
- 1989 : Cold Comfort (en) : Floyd Lucas
- 1989 : Millennium (Millennium) : Roger Keane
- 1989 : Breaking In : Vincent Tucci, Attorney
- 1990 : Labor of Love (TV)
- 1990 : Tout pour réussir (Where the Heart Is) : Harry
- 1990 : Monsieur Destinée (Mr. Destiny) de James Orr : Guzelman
- 1990 : Danse avec les loups (Dances with Wolves) : Major Fambrough
- 1991 : Montréal vu par... : (segment En passant)
- 1991 : Conspiracy of Silence (feuilleton TV) : D'Arcy Bancroft, Dwayne Johnston's Lawyer
- 1991 : The Pianist : Cody
- 1991 : The Adjuster : Bubba
- 1992 : Split Images (TV) : Walter Kouza
- 1992 : Mon cousin Vinny (My Cousin Vinny) : Sam Tipton
- 1992 : En quête de liberté (Leaving Normal) : Leon « Crazy-As » Pendleton
- 1992 : Buried on Sunday : Dexter Lexcannon
- 1992 : Héros malgré lui (Hero) : Winston, Bernie's Landlord
- 1993 : Sommersby : Lawyer Dawson
- 1993 : Money for Nothing : Vincente Goldoni
- 1993 : Josh and S.A.M. : Pizza Man
- 1993 : Beethoven 2 (Beethoven's 2d) : Cliff Klamath
- 1994 : Transplant
- 1994 : Whale Music (en) : Desmond Howl
- 1994 : Exotica : Exotica Club Client
- 1994 : Camilla : Harold Cara
- 1995 : Les Liens du souvenir (Unstrung Heroes) : Arthur Lidz
- 1995 : Le Diable en robe bleue (Devil in a Blue Dress) : Matthew Terell
- 1995 : Quitte ou double (Sugartime) (TV) : Tony Accardo
- 1995 : L'Île aux pirates (Cutthroat Island) : John Reed
- 1996 : Les Yeux d'un tueur (If Looks Could Kill) (TV) : Dr. Richard Boggs
- 1997 : Pale Saints : Le pirate
- 1997 : Keeping the Promise (en) (TV) : Hunter Ben Loomis
- 1997 : Amour et mort à Long Island (Love and Death on Long Island) : Irving « Irv » Buckmuller
- 1997 : De beaux lendemains (The Sweet Hereafter) : Wendell
- 1997 : Pêche party (Gone Fishin') : Kirk, Waiter
- 1997 : Strip Search : Tomas
- 1997 : Les Chemins du cœur (Northern Lights) (TV) : Ben Rubadue
- 1997 : Une vie moins ordinaire (A Life Less Ordinary) de Danny Boyle : Tod Johnson
- 1997 : La Souris (Mousehunt) de Gore Verbinski : Alexander Falko
- 1998 : Death by Dawn de Giacomo Moncada
- 1998 : Émilie de la nouvelle lune (en) (Emily of New Moon) (série TV) : Lofty John (épisodes inconnus)
- 1998 : Jerry and Tom (en) : Billy
- 1998 : Le Masque de Zorro (The Mask of Zorro) de Martin Campbell : Directeur de prison
- 1999 : Haute-voltige (Entrapment) de Jon Amiel : Conrad Greene
- 1999 : Jeanne d'Arc (Joan of Arc) (TV) : Sir Robert de Baudricourt
- 1999 : Touched de Mort Ransen : Bert
- 1999 : Mystery, Alaska de Jay Roach : Bailey Pruitt
- 1999 : Let the Devil Wear Black : Bruce
- 1999 : Jacob Two Two Meets the Hooded Fang : M.. Cooper / Louie Loser
- 2000 : What's Cooking? (en) : Herb « Herbie » Seelig
- 2000 : The Golden Spiders: A Nero Wolfe Mystery (en) (TV) : Nero Wolfe
- 2000 : L'Art de la guerre (The Art of War) de Christian Duguay : Frank Capella
- 2001 : Bartleby (en) de Jonathan Parker : Ernest
- 2001 : Varian's War (TV) : Marcello
- 2001 : Plan B de Greg Yaitanes : Donnie
- 2001 : On Their Knees de Anais Granofsky : Norman
- 2002 : Destins croisés (Crossed Over) (TV) : Ethan Lowry
- 2002 : Bleacher Bums (TV) : Billy
- 2002 : Past Perfect de Daniel MacIvor : Chuck
- 2002 : The Wet Season : Oncle Rick
- 2002 : Hostage : Le kidnappeur
- 2003 : Mister Cash (Owning Mahowny) : Frank Perlin
- 2003 : Tracey Ullman in the Trailer Tales (en) (TV) : Dan Weisman
- 2004 : Intern Academy : Dr. Roger « Tony » Toussant
- 2004 : Sugar (en) de John Palmer (en) : Stanley
- 2004 : Adorable Julia (Being Julia) de Istvan Szabo :'Walter Gibbs
- 2004 : Wilby Wonderful : Major Brent Fisher
- 2004 : Sex Traffic (TV) : Ernie Dwight
- 2005 : La Vérité nue (Where the Truth Lies) : Sally Sanmarco
- 2005 : The Hunt for the BTK Killer (TV) : Robert Beattie
- 2006 : Heavens Fall (en) : Lyle Harris
- 2006 : Toi, c'est moi : Stan Deane
- 2006 : Eureka_(série_télévisée) (TV) :'shérif Cobb (Saison 1 épisodes 1 et 2)
- 2006 : Stargate SG-1 (TV) : Nerus
- 2007 : Elijah (TV) : Howard Pawley
- 2007 : Entourage (TV) : Harvey Weingard
- 2008 : Hooked on Speedman : Dietrich Baum
- 2008 : Production Office : Shelly
- 2008 : Blindness : Le comptable
- 2008 : Le Poids des souvenirs (Murder on Her Mind) (TV) : John Emory